# Jessica Smith
Jessica Smith, född 11 oktober 1989, är en friidrottare från Kanada. Hon deltog vid olympiska sommarspelen 2012.